# Old Funeral
Az Old Funeral egy norvég death/black metal együttes volt. 1988-ban alakultak Bergenben és 1992-ben oszlottak fel. Rövid pályafutásuk alatt két demót, egy középlemezt, három válogatáslemezt és egy koncertlemezt adtak ki. Az Old Funeral felbomlása után Varg Vikernes megalapította saját (egyszemélyes) zenekarát, a Burzumot. 2015-ben az Old Funeral eredeti felállása újra összeállt egy koncert erejéig. A koncertet a "BlekkMetal" eseményen tartották, ahol eljátszották az egész Abduction of Limbs című demójukat.

## Tagok
Utolsó felállás
- Olve Eikemo ("Abbath") – basszusgitár, ének (1988–1990, 2015)
- Tore Bratseth – gitár (1988–1992, 2015)
- Padden – dobok, ének (1988–1992, 2015)

Korábbi tagok
- Harald Nævdal ("Demonaz") – gitár (1988–1989)
- Kristian Vikernes ("Varg Vikernes") – gitár (1990–1991)
- Jørn Inge Tunsberg – gitár (1991–1992)
- Thorlak Sigvaldason – basszusgitár  (1991–1992)

## Diszkográfia
- The Fart that Should Not Be  (demo, 1989)
- Abduction of Limbs (demo, 1990)
- Devoured Carcass (EP, Thrash Records, 1991)
- The Older Ones (válogatás, Hammerheart Records, 1999)
- Join the Funeral Procession (válogatás, Hammerheart Records, 1999)
- Grim Reaping Norway (koncert, Hearse Records, 2002)
- Our Condolences 1988–1992 (válogatás, Soulseller Records, 2013)